# Saqueo de Malinas
El saqueo de Malinas fue realizado por parte de los tercios españoles durante tres días en octubre de 1572 en el transcurso de la guerra de los ochenta años. El saqueo de la ciudad de Malinas (neerlandés: Mechelen), actualmente en Bélgica, fue ordenado por el duque de Alba a las tropas bajo el mando de su hijo Don Fadrique, en represalia por la ayuda brindada por la ciudad al ejército rebelde de Guillermo de Orange, y para satisfacer los pagos atrasados de los soldados de los tercios españoles.

## Contexto
Hacia 1566-68 se desataron en los Países Bajos, por aquel entonces bajo dominio español, una serie de revueltas contra las autoridades españolas, provocadas por la intransigencia religiosa española para con el protestantismo mayoritario holandés, y por las cargas fiscales a las que estos eran sometidos por el gobierno español.  Estas rebeliones iniciales desembocarían en la guerra de los Ochenta Años o guerra de Flandes.
En abril de 1572 los mendigos del mar, holandeses rebeldes contra el dominio español, tomaron la ciudad de Brielle y se apoderaron en los meses siguientes de las principales ciudades de Holanda y Zelanda: Flesinga, Enkhuizen, Dordrecht, Gorcum.

### Asedio de Mons
A finales de mayo del mismo año, Luis de Nassau con la ayuda de los hugonotes franceses, tomó por sorpresa la ciudad de Mons, en la provincia de Henao. A fin de recuperarla para España, el gobernador general Fernando Álvarez de Toledo, III duque de Alba, y su hijo don Fadrique acudieron con sus tropas a asediar y conquistar la ciudad.
Al mismo tiempo Guillermo de Orange, hermano de Luis de Nassau y jfe de los rebeldes holandeses, al frente de un ejército de mercenarios reclutado en Alemania penetró en los Países Bajos y marchó en dirección a Mons, a fin de levantar el asedio que el duque de Alba tenía puesto contra la ciudad. De camino tomó Roermond, y avanzó por Diest, Tienen, Zichem, Lovaina, Malinas, Dendermonde, Oudenaarde y Nivelles, conquistando las ciudades que se resistían y aceptando la ayuda de las que se la ofrecían.
El choque entre el ejército holandés de Guillermo de Orange y el del duque de Alba se saldó con la derrota y retirada del primero;  el 19 de septiembre de 1572 Luis de Nassau, sitiado en Mons, pactó la rendición a los tercios del duque. La ciudad fue ocupada nuevamente por los españoles y los soldados de los tercios acuartelados en Mons quedaron libres para recuperar las ciudades alzadas.

## Casus belli
De entre todas las ciudades que se encontraban en la ruta del ejército de Guillermo de Orange,  Malinas se destacaría especialmente por la ayuda brindada a las tropas de este.  Unos meses antes la ciudad se había negado a acoger a los tercios del duque de Alba. 
A los soldados de los tercios participantes en el asedio de Mons, compuestos por soldados de varias nacionalidades del imperio español, se les debían varios meses atrasados de paga.  A fin de resarcirles, el duque de Alba les autorizó a saquear Malinas, en represalia por la negativa de la ciudad a aceptar los tercios españoles y por haber acogido al ejército de Guillermo de Orange.

## Saqueo de Malinas

Los Países Bajos en 1572. La línea indica la ruta de don Fadrique tras el saqueo de la ciudad.

Don Fadrique, hijo del duque de Alba, y Felipe de Noircames, gobernador de Henao, avanzaron con sus tropas desde Mons hasta Malinas.  Ante la presencia de estos, la escasa guarnición de Malinas abandonó la ciudad, dejándola indefensa. El 2 de octubre las tropas de Don Fadrique cruzaron el foso que rodeaba la ciudad, pasaron las murallas y tomaron control de Malinas sin encontrar resistencia. A pesar de las solicitudes de clemencia que las autoridades religiosas de la ciudad hicieron a los asaltantes, el saqueo comenzó inmediatamente.
El primer día los tercios españoles, y los dos días siguientes los tercios valones y alemanes del ejército español, desvalijaron indiscriminadamente iglesias, monasterios, almacenes y casas particulares sin hacer distinciones entre católicos o calvinistas (incluyendo la casa del cardenal Granvela, secretario de estado de España.). Asesinatos, robos y violaciones fueron habituales en la ciudad durante los tres días que duró el saqueo.
En sus Historias de los Países Bajos Unidos (1728), el teólogo e historiador protestante Jean Leclerc escribió el siguiente relato:

En Malinas, había cuatro compañías de infantes y doscientos jinetes, que no pudieron evitar que la voorstad fuera sobrepasada. El hijo natural de Don Fernando de Toledo resultó herido durante este evento, lo que amargó tanto al Duque que hizo que la ciudad pagara con gran crueldad. No estaba en estado de defensa; por lo tanto, la guarnición se retiró durante la noche. A la mañana siguiente, siendo el 1 de octubre, el clero abrió las puertas y salió en procesión para rogar al Duque que tuviera piedad de la ciudad. Pero los españoles, burlándose de sus oraciones, entraron, parcialmente por las puertas, parcialmente sobre las paredes que escalaban. Golpearon hasta la muerte a todo lo que encontraron, incluso a los desarmados; violaron a las mujeres y a las hijas jóvenes, en presencia de sus esposos y padres, a pesar de que ellos eran católicos, sí, incluso a las vírgenes clericales. La ciudad fue saqueada irrevocablemente, y el botín fue estimado en cuatro veces cien mil florines. Para cubrir esta crueldad con una apariencia de justicia, el Duque emitió una proclamación el 6 de ese mes, en la que confiscaba todos los bienes de aquellos que habían participado en los disturbios, y les ordenaba entregar sus bienes en dos días.

El botín conseguido por los soldados, calculado en varios millones de florines, fue enviado a Amberes para ser canjeado por dinero en efectivo.
El duque de Alba justificaría el saqueo en una carta dirigida al rey Felipe II de España, quien lo acabaría destituyendo: «[...] es muy necesario ejemplo para todas las otras villas que se han de cobrar, porque no piensen que a cada una dellas sea menester ir al ejército de V. M., que sería un negocio infinito».
Vuelto a la corte, el rey Felipe II, en 1576, ordenó la prisión de Fadrique en el castillo real de Tordesillas por su actuación en Flandes. Pero la crisis sucesoria portuguesa de 1580 lo obligó a rehabilitarlo.

## Avance hacia el norte
Tras el saqueo de Malinas, los tercios de don Fadrique marcharon por Maastricht, Roermond, Venlo y Zutphen hacia Haarlem, en el norte del país.  A su paso saquearían también las ciudades de Zutphen (17 de noviembre) y Naarden (1 de diciembre).  El resto de las ciudades que habían acogido al ejército de Guillermo de Orange se libraron de correr la misma suerte mediante el pago de una sustanciosa cantidad.
A principios de diciembre de 1572 Don Fadrique al frente de sus tercios llegaría hasta Haarlem, bajo el gobierno de Wigbolt Ripperda, que al negarse a acoger a sus tropas fue objeto del asedio de Haarlem durante más de siete meses.
La ciudad de Malinas fue saqueada, esta vez por ingleses y calvinistas tras su toma en 1580, la cual, contraviniendo las leyes de la guerra que en Europa limitaban dicha práctica a un máximo de 72 horas, se prolongó por más de un mes del modo que refleja el cronista Faminiano Estrada: 

«Con tan profunda avaricia de los vencedores, que después de saqueadas iglesias y casas, sin dejar cosa en ellas, después de haber obligado a los vecinos a redimir, no una vez sola, libertad y vida, penetró su crueldad hasta la jurisdicción de la muerte, arrancando las piedras sepulcrales, pasándolas a Inglaterra y vendiéndolas allí públicamente»